# Marek Muszyński
Marek Paweł Muszyński (ur. 23 stycznia 1947 w Lublinie) – polski polityk, działacz związkowy, nauczyciel akademicki, poseł na Sejm I i IV kadencji.

## Życiorys
Ukończył w 1971 studia na Wydziale Matematyczno-Fizyczno-Chemicznym Uniwersytetu Wrocławskiego. Brał udział w wydarzeniach Marca 1968, po których został aresztowany i skazany na karę 2 lat pozbawienia wolności z warunkowym zawieszeniem jej wykonania. W latach 1971–1982 był pracownikiem naukowym Instytutu Fizyki Politechniki Wrocławskiej. Obecnie pracuje na Wydziale Elektroniki Mikrosystemów i Fotoniki.
W 1980 wstąpił do „Solidarności”. Po wprowadzeniu stanu wojennego współorganizował strajk na uczelni, po jego pacyfikacji działał w podziemiu, pełnił funkcję przewodniczącego regionalnego komitetu strajkowego i członka Tymczasowej Komisji Koordynacyjnej związku. W latach 80. kilkakrotnie za działalność opozycyjną był karany grzywnami przez kolegium ds. wykroczeń.
Sprawował mandat posła I kadencji z listy NSZZ „S” i IV kadencji z listy Prawa i Sprawiedliwości, reprezentując okręg wrocławski. W 2005 wystąpił z klubu parlamentarnego PiS i nie ubiegał się o reelekcję. Wszedł w skład prezydium komisji zakładowej NSZZ „Solidarność” na Politechnice Wrocławskiej.

## Odznaczenia
W 2006 odznaczony Krzyżem Komandorskim z Gwiazdą Orderu Odrodzenia Polski. W 2017 otrzymał Krzyż Wolności i Solidarności, a w 2021 Odznakę Honorową Zasłużony dla Województwa Dolnośląskiego.